# Бульвар Шевченко (памятник природы)
«Бульва́р Шевче́нко» (укр. «Бульвар Шевченка») — ботанический памятник природы местного значения, расположенный на территории Шевченковского района Киевского горсовета (Украина). Создан 20 марта 1972 года. Площадь — 3 га. Землепользователь — коммунальное предприятие по содержанию зелёных насаждений в Шевченковском районе.

## История
Ботанический памятник природы местного значения был создан решением исполкома Киевского горсовета № 363 от 20 марта 1972 года с целью сохранения, охраны и использования в эстетических, воспитательных, природоохранных, научных и оздоровительных целях наиболее ценных экземпляров паркового строительства. На территории памятника природы запрещена любая хозяйственная деятельность, в том числе ведущая к повреждению природных комплексов.
В 2015 году проводились общественные обсуждения по сносу аллеи, среди 13 тысяч опрошенных киевлян 70 % высказались за замену тополей. Причинами стали аварийность некоторых деревьев и неудобства от пуха.

## Описание
Памятник природы расположен в центре города на протяжении всей длины бульвара Тараса Шевченко, что тянется от Бессарабской площади до площади Победы.

## Природа
Памятник природы представлен группой деревьев тополя пирамидального. Аллея достигает в длину 1,5 км и является одной из длиннейших в Европе.
Изначально аллея бульвара была засажена липами и каштанами в 1842 году. Из-за плохой акклиматизации каштана, завезённого с Балканского полуострова, он был заменён тополем. Затем была обустроена аллея: установлено ограждение, разбиты клумбы и установлены скамейки.